# Nina Tower
O Nina Tower (Chinês tradicional:如心廣場) são duas torres gêmeas com 80 e 42 andares respectivamente atualmente em construção em Hong Kong. Atualmente o edifício se encontra totalmente concluído, mas o acabamento interno não foi finalizado. A versão original dessa torre foi proposta para ser o mais alto edifício do mundo com 518 metros. No entanto, devido a sua localização próximo ao Aeroporto Internacional de Hong Kong, sua altura foi diminuída para os atuais 318.8 m.  O proprietário Chinachem Group mais tarde mudou os planos para  para dividi-lo em duas torres. O menor é conhecido como Nina Tower, simbolizando Nina Wang, aka Nina Kung Wang, ou Kung Yu Sun, a dona do Chinachem Group; e o maior é o Teddy Tower, aka Wang simbolizando seu marido Teddy Wang, aka Wang Teh Huei que foi seqüestrado e desapareceu.  Apesar das torres terem nomes diferentes, o projeto inteiro é chamado de Nina Tower.